# Exorista notabilis
Exorista notabilis är en tvåvingeart som först beskrevs av Walker 1858.  Exorista notabilis ingår i släktet Exorista och familjen parasitflugor. Inga underarter finns listade i Catalogue of Life.